# Sepa (Saaremaa)
Sepa is een plaats in de Estlandse gemeente Saaremaa, provincie Saaremaa. De plaats heeft de status van dorp (Estisch: küla) en telt 35 inwoners (2021).
Tot in december 2014 behoorde Sepa tot de gemeente Kaarma, tot in oktober 2017 tot de gemeente Lääne-Saare en sindsdien tot de fusiegemeente Saaremaa. Bij de fusie verdween een tweede dorp Sepa van de kaart; het werd bij het buurdorp Salavere gevoegd.
In de omgeving van Sepa wordt dolomiet gewonnen.

## Geschiedenis
Sepa werd voor het eerst genoemd in 1922 als dorp op stukken land die hadden behoord tot drie landgoederen: Kaarma-Loona, Meedla en Pähkla.
In 1977 werd Sepa bij het buurdorp Kaarma gevoegd. In 1997 werd het weer een zelfstandig dorp.